# Sampa Tshering
Sampa Tshering là một cầu thủ bóng đá người Bhutan. Anh có màn ra mắt chính thức tại lượt về vòng loại Cúp bóng đá châu Á 2019 trước Bangladesh, vào sân từ ghế dự bị vào phút 57, thay cho Dorji